# Wechsel zwischen Politik und Wirtschaft
In einer Demokratie werden politische Ämter und Mandate nur auf Zeit vergeben. Hierdurch kommt es nach dem Ende der Amtszeit regelmäßig zu einem Wechsel zwischen Politik und Wirtschaft. Stehen die neuen Tätigkeiten dabei im Zusammenhang mit den früheren politischen Zielen, sind Interessenkonflikte denkbar. Der rasche Berufswechsel zwischen Politik und Wirtschaft wird von kritischen Stimmen, welche die Verflechtung von Politik und Wirtschaft betrachten, als Drehtür-Effekt (Englisch Revolving Door) bezeichnet. In Deutschland erfolgt der Wechsel meist von der Politik in die Wirtschaft; der umgekehrte Weg ist deutlich seltener.

## Wechsel von der Politik in die Wirtschaft
Unternehmen, die ehemaligen hochrangigen Politikern bzw. Beamten Posten zum Beispiel als Berater, im Aufsichtsrat oder im Vorstand anbieten, erhoffen sich von ihren neuen Mitarbeitern neben der Qualifikation oftmals, dass diese ihre politischen Kontakte für das Unternehmen gewinnbringend einsetzen. Diejenigen, die in die Wirtschaft wechseln, rechtfertigen sich häufig damit, dass ihnen die Ziele des Unternehmens auch schon länger bei der Arbeit als Politiker bzw. Beamter am Herzen gelegen hätten.
Ein Vorteil für die Unternehmen ist oftmals auch das interne Wissen über politische Abläufe, welches die neuen Mitarbeiter mitbringen. Insbesondere dann, wenn die Ziele des Unternehmens den Zielen der (ehemaligen) Partei entgegenstehen.
Wer schon in der Zeit als Politiker bzw. Beamter einen Posten in der Wirtschaft anstrebt, läuft Gefahr, seine Entscheidungen zu Gunsten des neuen Arbeitgebers zu fällen. Nach Ansicht der Initiative Lobbycontrol schädigt allein schon der Verdacht auf unternehmensfreundlichere Entscheidungen das Vertrauen in die Demokratie. Die Initiative kritisiert auch, dass diese Form der Vorteilsbeschaffung, die ja auch tatsächlich praktiziert werde, nicht als Korruption gewertet wird. Des Weiteren merkt Lobbycontrol in der „Drehtür-Studie“ an, dass dieser besondere Zugang zur Politik zum großen Teil nur den finanzstarken Unternehmen möglich ist, was bestehende Machtstrukturen verstärke. Auch würden sich die ehemaligen Politiker häufig sehr intransparent zeigen und darauf verweisen, dass sie nun als Privatmann tätig und niemandem Rechenschaft schuldig seien.

## Wechsel von der Wirtschaft in die Politik
Die Argumente der Politik sind häufig ähnliche wie bei den externen Mitarbeitern in deutschen Bundesministerien: Man wolle von dem Sachverstand ausgewiesener Experten in einem bestimmten Bereich profitieren.
Wird der Wechsel auf diesem Wege beschritten, können sich die Unternehmen erhoffen, dass sich der Betreffende bei seinen Entscheidungen an seinen alten Arbeitgeber erinnert. Andererseits kann es natürlich auch passieren, dass die Politik sich verspricht, den Einfluss nutzen zu können, den der Neue vielleicht noch im Unternehmen hat, um es so zum Beispiel zu einer Arbeitsplatzgarantie zu bewegen. Des Weiteren können sich Parteien mit den Kontakten des Neueinsteigers vielleicht eine Parteispende erhoffen.
Das Beispiel Zitzelsberger zeigt, wie ein Unternehmen mit dem Wechsel eines Mitarbeiters versucht hat, bei den Aktionären zu punkten.

## Regelungen in Deutschland
Für Mitglieder der Bundesregierung und für Beamte gilt nach § 6 des Bundesministergesetzes bzw. § 39 des Beamtenrechtsrahmengesetzes eine Verschwiegenheitspflicht über im Amt bekannt gewordene Angelegenheiten.
Für Beamte gilt nach § 41 BeamtenStG für bis zu fünf Jahre nach Ausscheiden aus dem Amt die Pflicht zur Angabe einer neuen Lobbytätigkeit bei der obersten Dienstbehörde, wenn diese neue Tätigkeit im Zusammenhang mit der früheren Tätigkeit steht. Die Dienstbehörde kann dann die neue Tätigkeit untersagen. Wer sich über dieses Verbot hinwegsetzt, verliert seine Versorgungsansprüche.
Es steht außerdem die Frage im Raum, inwieweit die Wechsel in die Wirtschaft den Tatbestand der strafbaren Vorteilsannahme erfüllen, dieser könne gegeben sein, wenn ein Amtsträger im Hinblick auf sein Amt Vorteile erhalte, sagte der Staatsrechtler Helmut Siekmann in einem Interview mit dem Manager-Magazin am 12. Dezember 2005.
Nach etwa 15 Jahren Diskussion und Kritik von Seiten einiger Nichtregierungsorganisationen (NGO) wie Lobbycontrol und Transparency International beschloss der Deutsche Bundestag am 2. Juli 2015 die Einführung einer Karenzzeit für Regierungsmitglieder und Parlamentarische Staatssekretäre. Ein unmittelbarer Seitenwechsel wird damit erschwert. Damit soll verhindert werden, dass Politiker ihr im Amt erworbenes Insiderwissen und die Kontakte für Lobbytätigkeiten nutzen.  Ein Wechsel zwischen Politik und Wirtschaft ist demnach in bestimmten Fällen erst nach einer Abkühl- bzw. Abklingphase von 12 bis 18 Monaten möglich. Ist ein solcher Wechsel geplant, muss dieser bei einer Ethikkommission angezeigt werden, die über eine eventuelle Karenzzeit und die Dauer berät und eine Empfehlung ausspricht. Die Prüfberichte werden nicht veröffentlicht. Die Mitglieder der Ethikkommission werden auf Vorschlag der Bundesregierung vom Bundespräsidenten ernannt.
Welche Bedeutung das Thema hat, zeigt folgende Statistik: „Laut einer Analyse des Spiegels wechselten zwischen 1969 und 1982 nur drei Regierungsmitglieder innerhalb von zwei Jahren nach ihrem Ausscheiden aus dem Amt in die Wirtschaft. Zwischen 2000 und 2012 waren es schon elf. Nach Recherchen von abgeordnetenwatch.de und Zeit Online zeigten zwischen 2015 und 2021 – innerhalb von nur sechs Jahren – bereits 13 Wechselwillige ihre neuen Lobbytätigkeiten bei der Regierung an.“

## Prominente Beispiele aus Deutschland
- 1983: Manfred Lahnstein (SPD), von April bis Oktober 1982 Bundesminister der Finanzen und ab 1983 kurzzeitig Mitglied des Deutschen Bundestages, wechselte Lahnstein noch 1983 als Lobbyist zur Bertelsmann AG. Bei Bertelsmann war er im Vorstand verantwortlich für den Bereich Elektronische Medien. Als Vorstand wurde Lahnstein abberufen, weil er als für elektronische Medien zuständiger Bertelsmann-Vorstand und Vorsitzender des Vox-Beirates als hauptverantwortlich für das Scheitern des ambitioniert gestarteten TV-Senders Vox galt.[7]
- 1999: Heribert Zitzelsberger (SPD), langjähriger Chef der Steuerabteilung der Bayer AG, wird als Staatssekretär ins Finanzministerium berufen. Der damalige Bayer-Chef Manfred Schneider kommentierte dies auf der Aktionärsversammlung mit den Worten: „Wir haben unseren besten Steuer-Mann nach Bonn abgegeben. Ich hoffe, dass er so von Bayer infiltriert worden ist, dass er […] die richtigen Wege einleiten wird“.[8]
- 1999: Martin Bangemann: Bundesminister (FDP), EU-Kommissar, wechselte zu Telefónica.[9]
- 2000: Gunda Röstel, von Dezember 1996 bis März 2000 Sprecherin des Bundesvorstandes von Bündnis 90/Die Grünen, wechselt zur Gelsenwasser AG.
- 2003: Bruno Thomauske war beim Bundesamt für Strahlenschutz unter anderem zuständig für Castortransporte und Genehmigung von Zwischenlagern, er wechselte im Jahr 2003 zu Vattenfall.
- 2005: Gerhard Schröder, bis zur knapp verlorenen Bundestagswahl am 18. September 2005 deutscher Bundeskanzler (SPD), wurde bald darauf Aufsichtsratsvorsitzender der Nord Stream AG, einem Pipeline-Konsortium, an dem unter anderem die russische Gasprom beteiligt ist.[10] Damit war er in ein Projekt involviert, das er zuvor als Regierungschef stets sehr wohlwollend begleitet hatte.[11] Deutsche Politiker aller Parteien reagierten mit Kritik und Empörung,[11] und auch russische Oppositionelle kritisierten Schröders neue Tätigkeit.[12] Der Ost-Ausschuss der Deutschen Wirtschaft begrüßte zwar Schröders neuen Job, kritisierte aber den Zeitpunkt des Wechsels kurz nach dem Ende der Schröder-Regierung und die Art und Weise der Bekanntgabe.[13]
- 2007: Der Leiter im Bereich „Koordinierung der Europapolitik“ der Bundesregierung Joachim Lang wechselt zum Energiekonzern E.ON.
- 2008: Hildegard Müller, von 2005 bis 2008 CDU-Staatsministerin im Bundeskanzleramt (große Koalition unter Angela Merkel, Kabinett Merkel I), wechselt im Oktober 2008 als Hauptgeschäftsführerin zum BDEW (Bundesverband der Energie- und Wasserwirtschaft). Die Energiewirtschaft ist aus verschiedenen Gründen (natürliches Monopol, enges Oligopol, langfristige Investitionen) mit der deutschen Politik auf allen Ebenen (kommunal, Land, Bund) besonders eng verbunden.
- 2013: Hildegard Müllers Nachfolger im Kanzleramt, Eckart von Klaeden (CDU), teilte im Mai 2013 mit, dass er zum Jahresende Cheflobbyist bei der Daimler-Benz AG wird. Von Klaeden war zuvor als Staatsminister bei der Bundeskanzlerin u. a. zuständig für die die Regulierung von CO2-Grenzwerten.[14] Ludwig Greven kommentierte aus diesem Anlass: „Solche Wechsel zwischen Politik und Wirtschaft sind problematisch. Besonders krass zeigt sich dies im Fall von Gerhard Schröders Wirtschaftsminister Werner Müller. Der ehemalige VEBA-Manager hatte als Minister seinem früheren Arbeitgeber E.ON erlaubt, die Ruhrgas AG trotz Einwänden des Kartellamts zu übernehmen. 2003 wurde er Vorstand der Ruhrkohle AG.“ ([15])
- 2014: Ex-Kanzleramtsminister Ronald Pofalla (CDU) behält sein Bundestagsmandat auch nach Bekanntwerden seines geplanten Wechsels zur Deutschen Bahn AG.
- 2014: Philipp Rösler, 2009 bis 2011 Bundesminister für Gesundheit sowie von Mai 2011 bis Dezember 2013 Vizekanzler, Bundesminister für Wirtschaft und Technologie und Bundesvorsitzender der Freien Demokratischen Partei (FDP) wird im Februar Geschäftsführer und Vorstandsmitglied des Weltwirtschaftsforums
- 2014: Ex-Bundesgesundheitsminister Daniel Bahr (FDP) wird Vorstand beim weltgrößten Versicherungskonzern Allianz SE.[16][17]
- 2015: Dirk Niebel (im Kabinett Merkel II FDP-Bundesminister für wirtschaftliche Zusammenarbeit und Entwicklung) wechselt zum 1. Januar 2015 zum Rüstungskonzern Rheinmetall.[18]
- 2022: Titus Rebhann, Büroleiter von Annalena Baerbock (Grüne) wechselt ab März 2023 zum Energiekonzern RWE, um dort die Position des Cheflobbyisten zu übernehmen.[19]

## Internationale bekannte Beispiele
Viele ehemalige Mitarbeiter der amerikanischen Investmentbank Goldman Sachs haben auch Karriere in der Politik gemacht, siehe Abschnitt Laufbahn ehemaliger Mitarbeiter, so z. B.:
- Mario Draghi, 2011-19 Präsident der Europäischen Zentralbank, Ministerpräsident Italiens 2021–2022;
- Phil Murphy (Botschafter, Gouverneur)
- Robert Rubin, der für nahezu 30 Jahre in leitender Verantwortung bei Goldman Sachs; dann Finanzminister unter dem amerikanischen Präsidenten Bill Clinton, anschließend Berater beim amerikanischen Finanzdienstleister Citigroup. Außerdem gehörte er zum engeren Kreis der wirtschaftspolitischen Berater Barack Obamas.[20]

Weitere:
- Die Brüder Allen Welsh Dulles und John Foster Dulles waren beide in den 1920er und 1930er Jahren als Anwälte für die auf das Auslandsgeschäft spezialisierte Wirtschaftsanwaltskanzlei Sullivan & Cromwell tätig, wobei sie über persönliche Kontakte Einfluss auf die US-Außenpolitik ausübten. Später stiegen beide zusammen in die höchsten Positionen der US-Außenpolitik auf: Allen während des Zweiten Weltkrieges erst als Gesandter des nach dem Kriegseintritt der USA gegründeten US-Auslandsgeheimdienstes Office of Strategic Services und später als Chef der neu gegründeten Central Intelligence Agency (CIA); John Foster 1953 als Außenminister der Vereinigten Staaten.[21]
- Viviane Reding war seit 1999 in der Kommission der Europäischen Union tätig, von 2010 bis Mitte 2014 als Kommissarin für Justiz, Grundrechte und Bürgerschaft. Nach der Europawahl Mai 2014 endeten dieses Amt und ihre Vizepräsidentschaft der Europäischen Kommission. Sie wurde Mitglied des Europäischen Parlaments (MdEP) und erhielt seitdem verschiedene Jobangebote. In der Bertelsmann Stiftung ist sie seit dem 1. Januar 2015 Kuratoriumsmitglied,[22] und sowohl vom Bergbaukonzern Nyrstar[23] als auch von der Agfa-Gevaert AG erreichten sie Angebote, als Verwaltungsrätin zu arbeiten.[24] Außerdem wurde sie eingeladen für die (noch in Planung befindliche) UEFA Foundation for Children und für verschiedenen Referenten-Agenturen zu arbeiten.[25]

Reding selbst bezeichnete 2014 ihre Nebenbeschäftigungen als unproblematisch; seitens der Europäischen Kommission wurden sie genehmigt.
- Alan Greenspan nahm nach dem Ende seiner Tätigkeit als Fed-Chef Beraterposten bei der Deutschen Bank, der 'Pacific Investment Management Company' und dem Hedgefonds Paulson & Company an.[27]
- Jeremy C. Stein, zuvor im Federal Reserve Board, wurde Berater beim Hedgefonds 'BlueMountain Capital Management'.[27]
- Ben Bernanke nahm einen Beraterposten beim Hedgefonds-Verwalter Citadel an.[27]
- Sowohl die ehemalige US-Außenministerin Madeleine Albright als auch der ehemalige Oberbefehlshaber der NATO Wesley Clark waren führende Akteure im Kosovokrieg, in den 2000er Jahren nutzten beide ihre politischen Beziehungen mittels selbst gegründeter Beratungsfirmen für geschäftliche Interessen, wobei es zum Einsatz fragwürdiger Geschäftspraktiken kam.[28][29][30]

## Regelungen in der Europäischen Union
Auf europäischer Ebene gibt es Regelungen, durch welche der schnelle Wechsel in die Wirtschaft transparent werden soll. So müssen Mitglieder der Europäischen Kommission 18 Monate lang nach ihrem Ausscheiden aus dem Amt jede berufliche Tätigkeit, die aufgenommen werden soll, der Kommission melden. Weiterhin unterliegen die Kommissare einer Konkurrenzklausel: Sofern es dabei zu Interessenskonflikten mit dem ehemaligen Aufgabenbereich kommen könnte, entscheidet eine Ethikkommission über die Vereinbarkeit. Der Europäischen Kommission gegenüber ist jegliche Art von Lobbyarbeit in Bereichen, in denen sie während ihrer Amtszeit tätig waren, während dieser 18 Monate grundsätzlich untersagt.

## Frankreich
In Frankreich ist die enge personelle Verflechtung von Politik und Wirtschaft traditionell gefördert worden. Es wird von der sogenannten Pantouflage gesprochen.

## USA
Das auch in den USA weitverbreitete Phänomen wird dort als Revolving Door (Drehtür) bezeichnet.

## Japan
In Japan wird der blumige Begriff Amakudari („vom Himmel herabsteigen“) verwendet.